# Храм Джаганнатхи в Корапуте
Храм Шри Джаганнатхи (широко известный под названием «Шабарашрикшетра») — храм, расположенный в Корапуте, в индийском штате Орисса. Он построен не только как помещение к алтарю для совершения богослужений, а является универсальным местом для понимания Джаганнатхи. Понимание Джаганнатхи является основным моментом, который не может быть ограничен в пределах традиционных религиозных теологических порядков, так как является культом или даже философской системой.
Он происходит из своей культуры и не противопоставляется никакой другой религии, касте или вероисповеданию. Доступ к этой святыне является свободным и она демонстрирует само понятие понимания Джаганнатахи.